# 安曇野市長峰荘

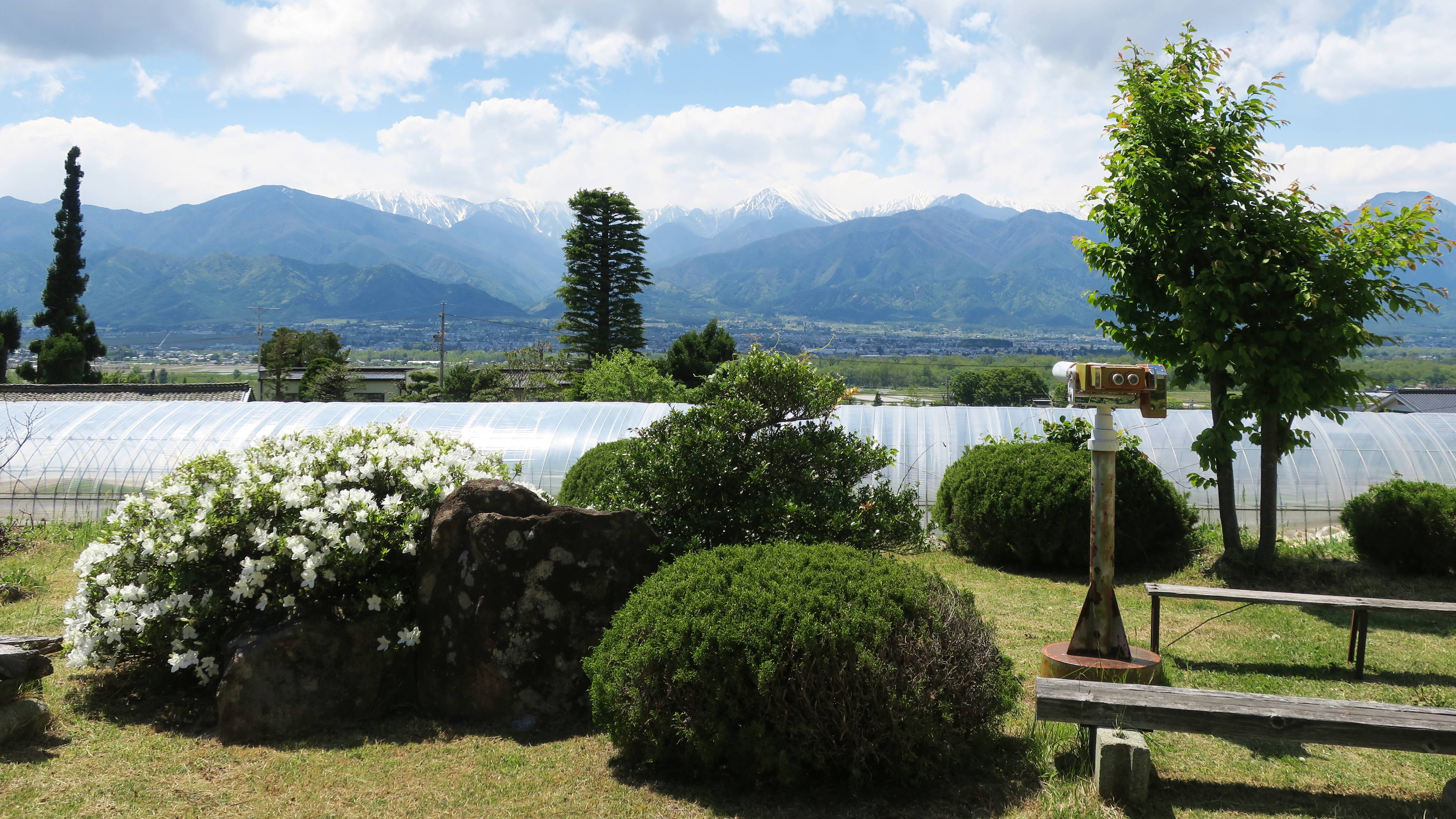
展望台

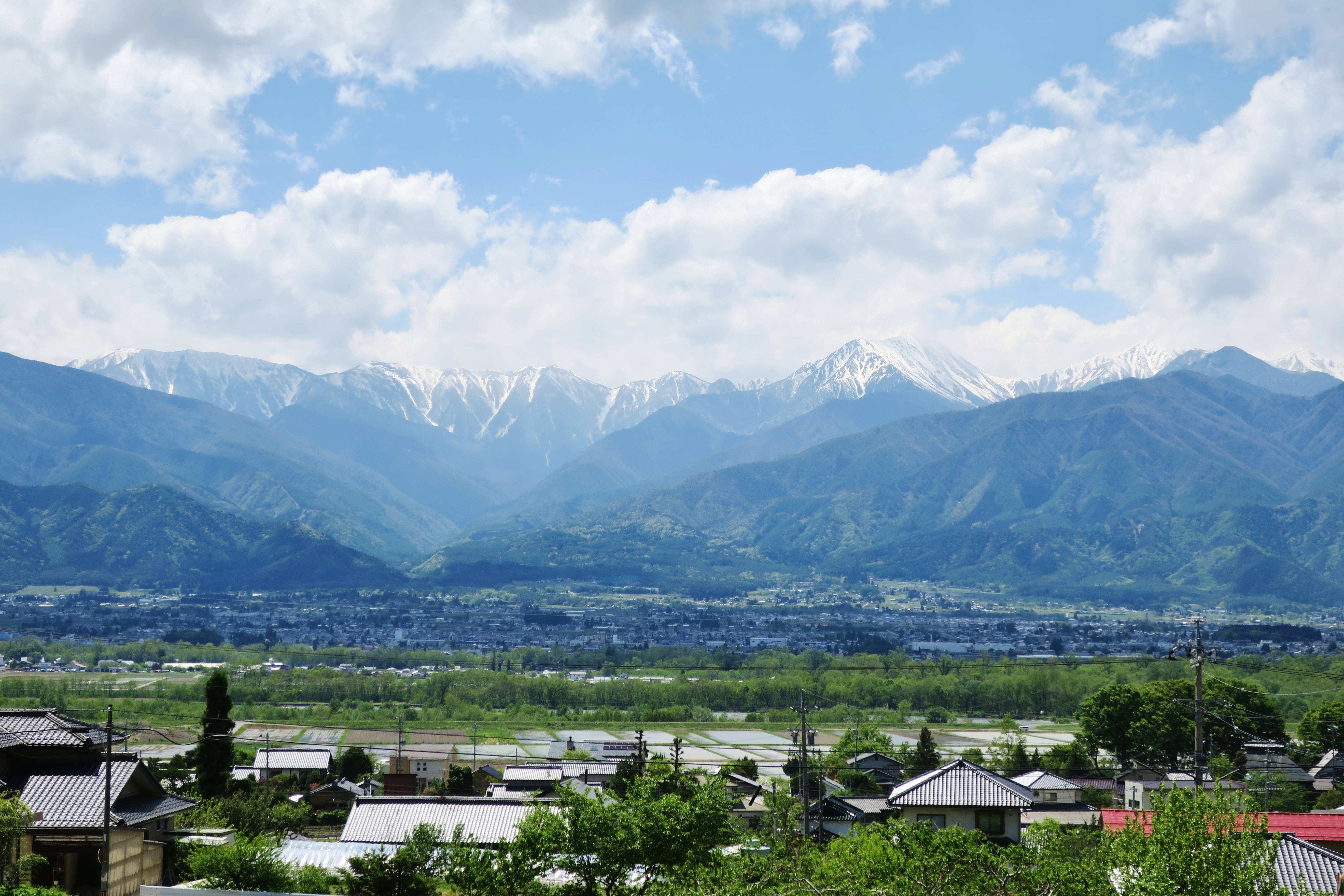
長峰荘駐車場より望む飛騨山脈（北アルプス）

安曇野市長峰荘（あづみのし ながみねそう）とは、長野県安曇野市にある保養所。

## 施設
当施設は安曇野市が「安曇野市観光宿泊施設条例」に基づき設置した「安曇野市観光宿泊施設」のひとつで、2019年（平成31年）4月1日付けで民間企業である株式会社ドリームホテル（松本市）に譲渡されて以降、同社によって運営されている。
長峰荘は安曇野市の東部、長峰山（標高933.4メートル）西麓の高台に立地し、正面に飛騨山脈（北アルプス）の山々が、眼下には安曇野が一望できる。施設建物付近に三角点（基準点名は「長峰荘」、等級は四等三角点）が設置されており、地理院地図には標高は572.9メートルと記載されているが、基準点成果の公表は停止されている。
建物は木構造（一部鉄骨構造）の2階建て。延べ面積は1,192平方メートルである。客室は9室で、すべて和室。定員は35人である。館内の大浴場・露天風呂は日帰り入浴が可能。浴槽に湛えられている湯は長野セラミックス製の装置を使った人工温泉である。食事は地元・安曇野特産の豚肉や信州サーモン、地鶏「信州黄金シャモ」などを用いた料理が提供される。

## 歴史

### 町の保養所として
長峰荘は1971年（昭和46年）10月、当時の東筑摩郡明科町の町営保養所「明科温泉保養センター長峰荘」として開業した。長野県開発公社が建設したもので、費用は4,000万円。その後、1977年（昭和52年）に増築を行っている。
現在でこそ人工温泉装置を導入しているが（前述）、当初は「明科温泉」の名が示す通り、ボーリングで得た温泉（鉱泉）を引いていた。源泉は小倉沢の河床で、古くから温泉の湧出が知られており、「まんだらの湯」と呼ばれていた。地元の人々はこれを汲んで家に持ち帰り、沸かして入浴していたという。『明科町史』によると泉質は硫黄泉に分類されるもので、泉温はセ氏7.0度、pH 7.6である。高血圧、リウマチ、糖尿病、皮膚病、切り傷などに効能があるとされた。
1983年（昭和58年）度の営業実績は、歳入6,685万円に対し歳出5,972万円という黒字経営であった。宿泊客数4,665人、日帰り入浴客8,934人、合計1万3,599人で、うち7割が明科町外（一部は長野県外）からの訪問客であった。

### 民間譲渡
2017年（平成29年）3月、安曇野市議会で、市長・宮澤宗弘は長峰荘の譲渡あるいは廃止に向けた検討を行う考えを示した。建設から45年が経過し、老朽化に伴い大規模な改修工事が必要となると予想されている。これに対し、長峰荘がある明科地区からは強く存続を求める意見が出され、市長は「地元の皆さんへの配慮に欠けていた」（引用）と陳謝した。
市は地元の強い存続要望を受け、施設を民間企業に譲渡する方向へと方針を転換。長峰荘は2019年4月1日付けで株式会社ドリームホテルへと譲渡された。

## 交通アクセス
公共交通機関
JR篠ノ井線・明科駅からタクシーで5分間。無料送迎バスあり。
自家用自動車
長野自動車道・安曇野インターチェンジから自動車で10分間。普通車50台、大型バス20台分の駐車場がある。